# Andreea Ehritt-Vanc
Andreea Ehritt-Vanc (n. 6 octombrie 1973, Timișoara, România) este o fostă jucătoare profesionistă de tenis din România. Vanc a evoluat predominant la dublu și a câștigat două titluri în circuitul WTA Tour. Cea mai bună performanță a sa la turneele de Grand Slam a fost atingerea turului al treilea: la Australian Open 2005 și French Open 2005. A atins cea mai bună clasare a carierei, locul 40, pe 8 mai 2006.

## Palmares

### Clasamente WTA la sfârșit de sezon

#### Simplu
| An   | 1990 | 1991 | 1992 | 1994 | 1995 | 1996 | 1997 | 1998 |
| ---- | ---- | ---- | ---- | ---- | ---- | ---- | ---- | ---- |
| Rang | 517  | 399  | 354  | 839  | 360  | 400  | 278  | 233  |

| An   | 1999 | 2000 | 2001 | 2002 | 2003 | 2004 | 2005 | 2006 |
| ---- | ---- | ---- | ---- | ---- | ---- | ---- | ---- | ---- |
| Rang | 178  | 380  | 223  | 144  | 182  | 482  | 644  | 765  |

#### Dublu
| An   | 1990 | 1991 | 1992 | 1994 | 1995 | 1996 | 1997 | 1998 |
| ---- | ---- | ---- | ---- | ---- | ---- | ---- | ---- | ---- |
| Rang | 621  | 401  | -    | 640  | 272  | 222  | 221  | 252  |

| An   | 1999 | 2000 | 2001 | 2002 | 2003 | 2004 | 2005 | 2006 | 2007 | 2008 |
| ---- | ---- | ---- | ---- | ---- | ---- | ---- | ---- | ---- | ---- | ---- |
| Rang | 141  | 217  | 115  | 114  | 117  | 116  | 45   | 50   | 79   | 282  |

### Titluri la dublu feminin
| No | Data       | Turneu și locație                       | Premii    | Suprafață    | Partener                    | Finaliști                                     | Scor    |
| -- | ---------- | --------------------------------------- | --------- | ------------ | --------------------------- | --------------------------------------------- | ------- |
| 1  | 16-05-2005 | Turneul WTA de la Strasbourg Strasbourg | 170 000 $ | zgură (ext.) | Rosa María Andrés Rodríguez | Marta Domachowska Marlene Weingärtner         | 6-3 6-1 |
| 2  | 30-04-2007 | Estoril Open Estoril                    | 145 000 $ | zgură (ext.) | Anastasia Rodionova         | Lourdes Domínguez Lino Arantxa Parra Santonja | 6-3 6-2 |

### Finale la dublu feminin
| No | Data       | Turneu și locație                       | Premii    | Suprafață    | Partener            | Câștigători                        | Scor        |
| -- | ---------- | --------------------------------------- | --------- | ------------ | ------------------- | ---------------------------------- | ----------- |
| 1  | 26-04-1999 | Croatian Ladies Open Bol                | 142 500 $ | zgură (ext.) | Meghann Shaughnessy | Jelena Kostanić Michaela Paštiková | 7-5 6-7 6-2 |
| 2  | 16-07-2001 | Sanex Trophy Knokke-Heist               | 150 000 $ | zgură (ext.) | Ruxandra Dragomir   | Virginia Ruano Pascual Magüi Serna | 6-4 6-3     |
| 3  | 22-05-2006 | Turneul WTA de la Strasbourg Strasbourg | 170 000 $ | zgură (ext.) | Martina Müller      | Liezel Huber Martina Navrátilová   | 6-2 7-6     |
| 4  | 14-05-2007 | Turneul de tenis din Maroc Fes          | 145 000 $ | zgură (ext.) | Anastasia Rodionova | Vania King Sania Mirza             | 6-1 6-2     |